# Achevé d'imprimer
L’achevé d'imprimer est le texte légal obligatoire à la fin de tout imprimé qui indique le nom et l’adresse de l’imprimeur, la date et le lieu d’impression, le numéro d'impression et la date du dépôt légal. Anciennement, il était aussi appelé colophon.

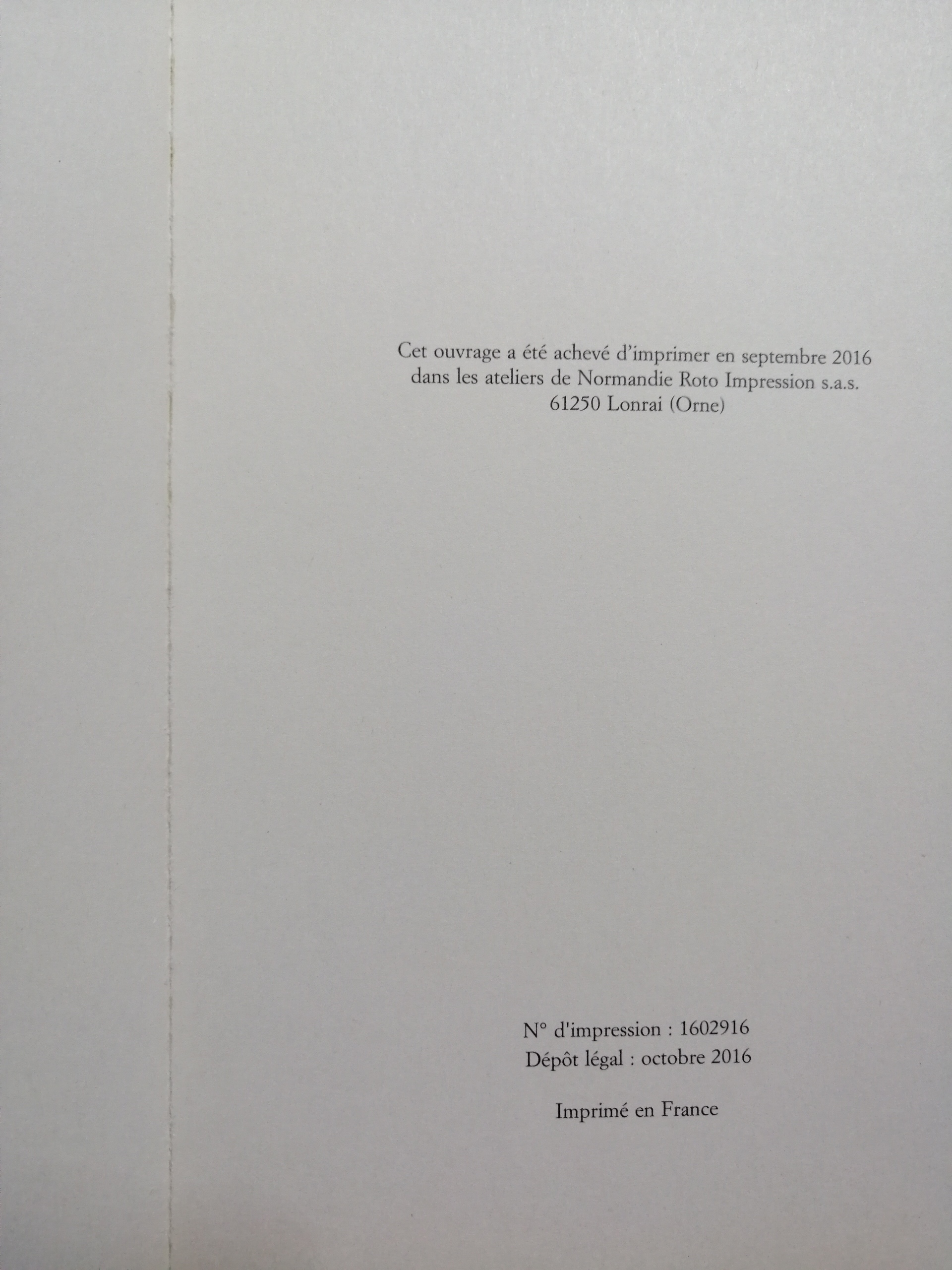
Achevé d'imprimer d'un livre français en 2016.
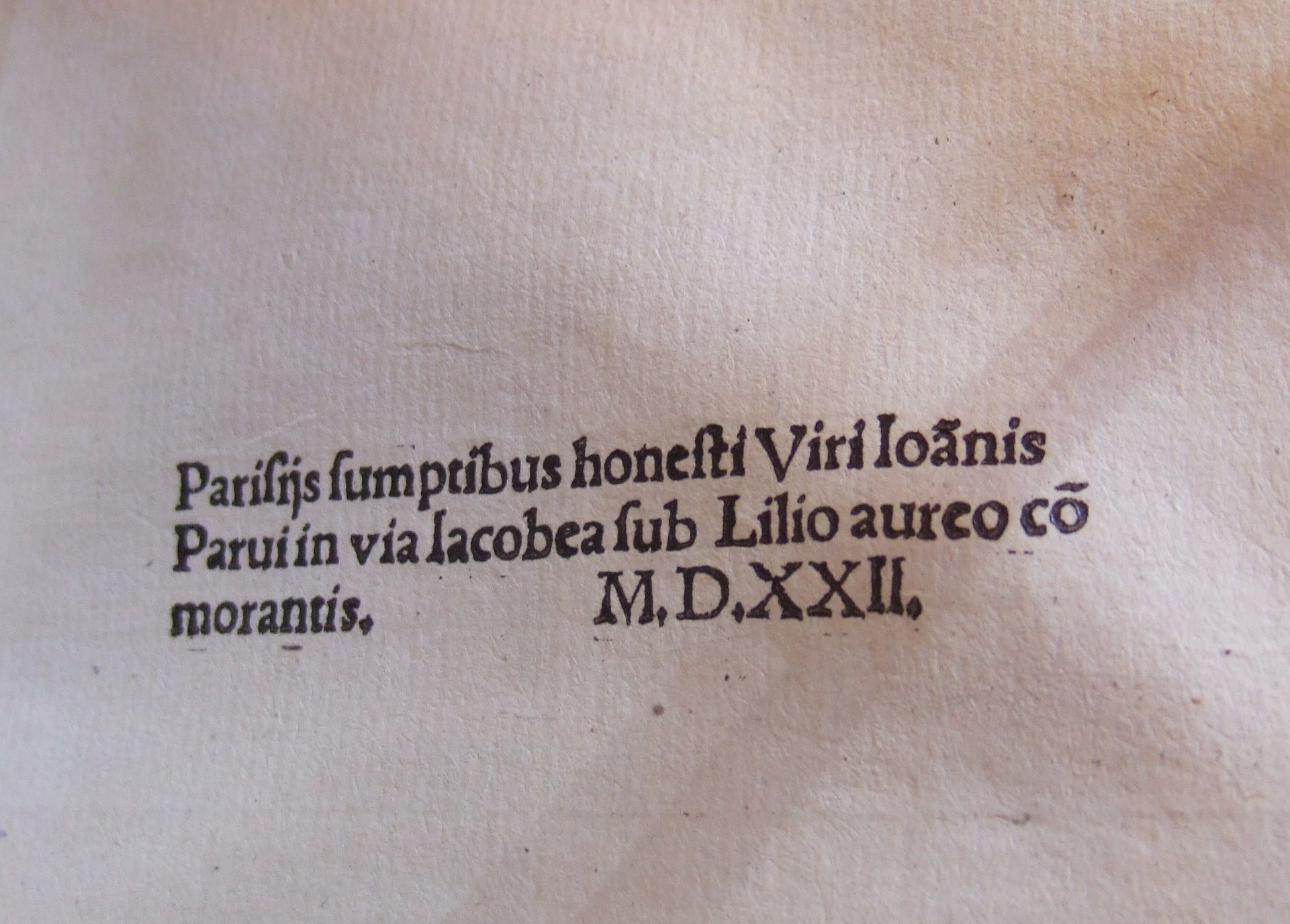
Colophon d'un texte de 1522.